# Ein Kleid von Dior
Ein Kleid von Dior je německý televizní film z roku 1982, který režíroval Peter Weck. Je založen na románu Mrs. 'Arris Goes to Paris od Paula Gallica z roku 1958. V roce 2022 byl natočen remake Paní Harrisová jede do Paříže. Film měl premiéru 29. prosince 1982 na ARD.
V následujících letech vzniklo ještě několik dalších televizních filmů (jako série Mrs. Harris) s Inge Meyselovou v roli Doris Harrisové: Freund mit Rolls Royce (1984), Der geschmuggelte Henry (1987), Mrs. Harris fährt nach Moskau (1987), Mrs. Harris fährt nach Monte Carlo (1989) a Mrs. Harris und der Heiratsschwindler (1991).

## Děj
Doris Harris žije v Londýně a živí se jako uklízečka ve třech domácnostech: hudebník Peter, bohatá rodina Matthewsových a neúspěšná herečka Pamela. Peter se mj. věnuje polokriminálnímu podnikání. Rodina Matthewsových si myslí, že je progresivní, protože pořádá liberální večírky a volá po rovnosti, ale s Doris zachází jako s podřadnou občankou. Pamela se nechává vydržovat muži, nikdy nemá peníze na zaplacení Doris, ale přesto si neustále žije nad poměry. Doris je spokojená se svým životem, má dost peněz na to, aby nakrmila kočku, koupila si květiny a jednou za čas si mohla vyrazit s kamarádkou Edith.
Jednoho dne uvidí v ložnici Eileen Matthewsové krásné šaty, do kterých se zamiluje. Eileen jí vysvětlí, že to jsou šaty od Diora, haute couture a stojí kolem 1600 liber. Doris od tého chvíle také touží vlastnit šaty od Diora. Začne šetřit peníze, přijme práci navíc a odepře si v životě každou malou radost. Chodí na psí závody s Edith a jejím přítelem Washingtonem, ale místo sázky na vítěze vsadí na psa jménem „Haute Couture“ a ztratí 50 liber. Rozhodne se, že své peníze bude vydělávat už jen poctivě. Na večírku pořádaném rodinou Matthewsových se však nechá unést hrou pokeru a náhodou vyhraje přes 500 liber. Nakonec je předá Peterovi, který jí slíbí přes své kontakty zdvojnásobení částky.
Doris si zarezervuje let do Paříže, a přestože je Peter zatčen policií za kriminální aktivity, navýšil její peníze, jak slíbil. Doris letí s hotovostí do Paříže a jde do centrály Dior. Zde si u vedoucí Constance Colbertové vyprosí místo na módní přehlídce plánované na odpoledne. Zde se Doris seznámí se svým sousedem Earnestem hrabětem z Werefordu a konečně uvidí šaty svých snů. Chce si je okamžitě koupit, ale jsou to modelové šaty, které jí musí nejdříve ušít. Doris je zdrcená, protože hned druhý den má zpáteční levnou letenku do Londýna.
Její noví známí jí pomohou. Hrabě z Werefordu se ujme úkolu přerezervovat její let. Constance slíbí Doris, že šaty budou vyrobeny za pouhé tři dny. Účetní hraběte ji nechá bydlet ve svém domě. Je zamilovaný do modelky Nataschy, která šaty předváděla na módní přehlídce. O Nataschu má však zájem také hrabě Earnest. Během následujících dnů Earnest, Edmonde, Natascha a Doris podnikají výlety po Paříži. Doris spojí Nataschu a Edmonda a vysvětlí Earnestovi, že je pro Nataschu už příliš starý. Ten se podvolí. O tři dny později jsou šaty od Diora hotové a Doris s nimi může odletět domů.
V Londýně Edith a Washington obdivují šaty. Další den jde Doris uklízet jako obvykle. Pamela zpanikaří, protože má důležitou schůzku s mužem z reklamy, který ji už zná ve všech jejích šatech. Doris jí nabídne své šaty od Diora. Druhý den najde své šaty s velkými popáleninami v Pamelině bytě. Je na cestách a nechala jí vzkaz: muž z ní strhl šaty a hodil je do rohu - na kamna. Možná to půjde opravit. Zklamaná Doris ukončí práci s Pamelou a vrací se domů s šaty plnými děr. Zabalí je do krabice od Diora a zastrčí pod postel. V poště najde pozvánku na svatbu od Nataschy a Edmonda, kde je přiložená fotografii, na které je Doris s Earnestem na pařížském květinovém trhu. Doris si uvědomí, že to jsou její přátelé.

## Obsazení
| Inge Meysel          | Doris Harris             |
| Christiane Hörbiger  | Eileen Matthews          |
| Shaun Lawton         | pan Matthews             |
| Heinrich Schweiger   | Peter Wallace            |
| Monica Kaufmann      | Pamela Penrose           |
| Wolfgang Preiss      | Earnest Earl of Wereford |
| Günther Maria Halmer | Edmonde Fauvel           |
| Edith Volkmann       | Edith Butterfield        |
| Emily Woods          | Natascha                 |
| John Waddell         | Washington               |
| Silke Humel          | Constance Colbert        |

Kostýmy vytvořila Eva Sheppard, šaty od Christiana Diora pocházejí od Marca Bohana, tehdejšího hlavního návrháře domu Dior.